# Oeonistis entelleola
Oeonistis entelleola là một loài bướm đêm thuộc phân họ Arctiinae, họ Erebidae.